# ديفيد ألدن
ديفيد ألدن (بالإنجليزية: David Alden) هو مخرج ومخرج أمريكي، ولد في 16 أكتوبر 1949 في نيويورك في الولايات المتحدة.

## وصلات خارجية
- ديفيد ألدن على موقع IMDb (الإنجليزية)
- ديفيد ألدن على موقع مونزينجر (الألمانية)
- ديفيد ألدن على موقع ميوزك برينز (الإنجليزية)
- ديفيد ألدن على موقع ديسكوغز (الإنجليزية)
- ديفيد ألدن على موقع قاعدة بيانات الفيلم (الإنجليزية)